# Grand Prix Meksyku 1970
Grand Prix Meksyku 1970 (oryg. Gran Premio de Mexico) – ostatnia runda Mistrzostw Świata Formuły 1 w sezonie 1970, która odbyła się 25 października 1970, po raz 8. na torze Autódromo Hermanos Rodríguez.
9. Grand Prix Meksyku, 8. zaliczane do Mistrzostw Świata Formuły 1.

## Wyścig
| Legenda oznaczeń w tabelach wyników Wyświetl szablon na nowej stronie | Legenda oznaczeń w tabelach wyników Wyświetl szablon na nowej stronie                                                                     |
| Oznaczenie                                                            | Wyjaśnienie |
| --------------------------------------------------------------------- | --- |
| Złoty                                                                 | Zwycięzca lub mistrzostwo |
| Srebrny                                                               | 2. miejsce lub wicemistrzostwo |
| Brązowy                                                               | 3. miejsce lub II wicemistrzostwo |
| Zielony                                                               | Ukończył, punktował (w klasyfikacji generalnej, gdy zdobył co najmniej jeden punkt na przestrzeni sezonu, poza trzema powyższymi opcjami) |
| Niebieski                                                             | Ukończył, nie punktował (w klasyfikacji generalnej, gdy nie zdobył co najmniej jednego punktu na przestrzeni sezonu)                      |
| Czerwony                                                              | Nie zakwalifikował się (NZ) |
| Czerwony                                                              | Nie prekwalifikował się (NPK) |
| Różowy                                                                | Nie ukończył (NU) |
| Różowy                                                                | Niesklasyfikowany (NS) (w klasyfikacji generalnej, gdy nie został sklasyfikowany w żadnym wyścigu sezonu)                                 |
| Czarny                                                                | Zdyskwalifikowany (DK) |
| Czarny                                                                | Wykluczony (WYK/EX) |
| Biały                                                                 | Nie wystartował (NW) |
| Biały                                                                 | Kontuzjowany (K/INJ) |
| Biały                                                                 | Wyścig odwołany (OD/C) |
| Bez koloru                                                            | Został wycofany (WYC/WD) |
| Bez koloru                                                            | Nie przybył (NP/DNA) |
| Bez koloru                                                            | Nie brał udziału w treningach (NT/DNP) |
| Bez koloru                                                            | Nie został zgłoszony (–) |
| Pogrubienie                                                           | Start z pole position |
| Kursywa                                                               | Najszybsze okrążenie wyścigu |
| †                                                                     | Nie ukończył, ale jego rezultat został zaliczony ze względu na przejechanie więcej niż 90% dystansu wyścigu.                              |
| *                                                                     | Sezon w trakcie |
| 1/2/3                                                                 | Punktowana pozycja w sprincie kwalifikacyjnym                                                                                             |
| Lista systemów punktacji Formuły 1                                    | |

| Poz | Nr                | Kierowca             | konstruktor  | Okrążenie | Czas/Powód n.u                | Poz. start. | Punkty |
| --- | ----------------- | -------------------- | ------------ | --------- | ----------------------------- | ----------- | ------ |
| 1   | 3                 | Jacky Ickx           | Ferrari      | 65        | 1:53:28,300                   | 3           | 9      |
| 2   | 4                 | Clay Regazzoni       | Ferrari      | 65        | +0:24,640                     | 1           | 6      |
| 3   | 8                 | Denny Hulme          | McLaren-Ford | 65        | +0:45,970                     | 14          | 4      |
| 4   | 12                | Chris Amon           | March-Ford   | 65        | +0:47,050                     | 5           | 3      |
| 5   | 6                 | Jean-Pierre Beltoise | Matra        | 65        | +0:50,110                     | 6           | 2      |
| 6   | 19                | Pedro Rodríguez      | BRM          | 65        | + 1:24.760                    | 7           | 1      |
| 7   | 20                | Jackie Oliver        | BRM          | 64        | + 1 okr.                      | 13          |        |
| 8   | 17                | John Surtees         | Surtees-Ford | 64        | + 1 okr.                      | 15          |        |
| 9   | 7                 | Henri Pescarolo      | Matra        | 61        | + 4 okr.                      | 11          |        |
|     | Niesklasyfikowani |                      |              |           |                               |             |        |
| NK  | 23                | Reine Wisell         | Lotus-Ford   | 56        | niesklasyfikowany             | 12          |        |
| NU  | 15                | Jack Brabham         | Brabham-Ford | 52        | silnik                        | 4           |        |
| NU  | 1                 | Jackie Stewart       | Tyrrell-Ford | 33        | układ kierowniczy/uderzył psa | 2           |        |
| NU  | 9                 | Peter Gethin         | McLaren-Ford | 27        | silnik                        | 10          |        |
| NU  | 16                | Rolf Stommelen       | Brabham-Ford | 15        | układ paliwowy                | 17          |        |
| NU  | 2                 | François Cevert      | March-Ford   | 8         | silnik                        | 9           |        |
| NU  | 14                | Graham Hill          | Lotus-Ford   | 4         | przegrzanie                   | 8           |        |
| NU  | 11                | Jo Siffert           | March-Ford   | 3         | silnik                        | 16          |        |
| NU  | 24                | Emerson Fittipaldi   | Lotus-Ford   | 1         | silnik                        | 18          |        |